# Adesmobathra ozoloides
Adesmobathra ozoloides är en fjärilsart som beskrevs av Louis Beethoven Prout 1916. Adesmobathra ozoloides ingår i släktet Adesmobathra och familjen mätare. Inga underarter finns listade i Catalogue of Life.